# True Blue (album)
True Blue este al treilea album de studio al Madonnei, lansat pe 30 iunie 1986 de Sire Records. Madonna a lucrat cu Stephen Bray și Patrick Leonard pentru album, muziciana contribuind de asemenea la versurile tuturor pieselor. Albumul abordează teme variate precum iubirea, libertatea, slujbe, visuri, precum și dezamăgiri sau probleme de ordin social, fiind inspirat parțial de soțul din acea perioadă a Madonnei, Sean Penn, căruia i-a fost dedicat albumul. Din punct de vedere muzical, melodiile au avut o altă "direcție" față de cele de pe albumele anterioare, incorporând chiar și elemente de muzică clasică, încercând astfel să atragă o audiență mai matură, care fusese inițial sceptică față de artistă. Pe True Blue sunt prezente instrumente ce variază de la chitare acustice, tobe și sintetizatoare, la instrumente muzicale de origine cubaneză.
În urma lansării, albumul a fost primit, în general, cu recenzii pozitive din partea criticilor de specialitate, fiind descris ca arhetip pentru albumele pop de la sfârșitul anilor 1980 și începutul anilor 1990. Vocea mai puternică a muzicienei a fost de asemenea apreciată, precum și talentul de a compune versuri și a produce melodii.
Din punct de vedere comercial, True Blue, a devenit un succes internațional, atingând prima poziție a clasamentelor din 28 de state, lucru fără precedent la acea vreme; a fost de asemenea cel mai bine vândut album pe mapamond în 1986. Vânzările totale ale albumului depășesc cifra de 24 milioane de exemplare, șapte milioane dintre acestea fiind distribuite doar în Statele Unite, obținând astfel șapte discuri de platină din partea Recording Industry Association of America. Albumul a fost promovat de cinci piese, ce au devenit șlagăre la nivel mondial: "Live to Tell", "Papa Don't Preach" și "Open Your Heart" clasându-se pe primul loc în Billboard Hot 100, în timp ce "True Blue" și "La Isla Bonita", alături de "Papa Don't Preach" au ocupat locul întâi în UK Singles Chart.
Odată cu promovarea discurilor single și a videoclipurilor adiacente, Madonna a început să-și schimbe imaginea, trecând de la cea de "boy-toy" (ro. - "jucărie de băieți") la una matură, mai sofisticată. "Papa Don't Preach", cântec nominalizat la premiile Grammy, a iscat polemici aprinse, mai multe grupuri condamnând-o pe muziciană, considerând că ar susține sarcinile adolescentine, în timp ce altele au susținut-o, datorită mesajului "pro viață". Videoclipul pentru "Open Your Heart" a fost criticat deoarece prezenta un minor într-un club de striptease, deși avea să fie nominalizat, ca și "Papa Don't Preach", la MTV Video Music Awards, la categoria "Cel mai bun videoclip al unei artiste". În timpului turneului Confessions Tour (2006), Madonna a stârnit noi controverse, din cauza interpretării pe o cruce, în timp ce purta o coroană de spini, a piesei "Live to Tell". True Blue a fost considerat albumul care a transformat-o pe muziciană într-un superstar, asigurându-i locul între artiștii de valoare ai anilor 1980.

## Compunerea și inspirația
Pe 6 martie 1986, la Kensington Roof Gardens (Londra), în timpul unei conferințe de presă pentru filmul Shanghai Surprise, Madonna a confirmat că lucrează la un nou album, numit Live to Tell; titlul avea apoi să fie schimbat în True Blue. Muziciana a continuat colaborarea cu Stephen Bray, începută în timpul înregistrărilor pentru albumul Like a Virgin, și a început să lucreze cu Patrick Leonard, pentru prima dată; cu acesta avea să mai compună pentru mai multe albume, inclusiv Like a Prayer și Ray of Light. Madonna a ajutat la scrierea tuturor cântecelor de pe album, cu toate că pentru "Papa Don't Preach" și "Open Your Heart" s-a limitat doar la adăugarea unor versuri. A fost, de asemenea, coproducător pentru toate piesele. Albumul a fost înregistrat la începutul anului 1986, în timpul primului an de căsătorie dintre muziciană și actorul american Sean Penn. Albumul i-a fost dedicat soțului ei, "celui mai tare tip din univers". Prin acest album, Madonna a încercat să atragă o audiență mai matură, ce inițial s-a arătat sceptică față de muzica ei; astfel, muziciana și-a schimbat imaginea, adoptând un stil mai "tradițional" și incorporând elemente de muzică clasică în melodii.
"E declarația mea despre cum e sa fii în gura presei, cu toată lumea comentând, lumea mea pe cale să se prăbușească. Când mă simt așa - și mă ajunge și pe mine uneori - spun 'Stai puțin, ar trebui să mă simt bine, așa că, unde-i petrecerea?' Nu trebuie să fie așa. Încă mă pot bucura de viață." 
 

"Obișnuiam să-mi închipui că am crescut în același cartier și că el (Jimmy Dean) s-a mutat și a devenit un mare star" 
True Blue abordează teme precum iubirea, munca, visurile și dezamăgirile. Potrivit Madonnei, titlul albumului a fost dat de expresia preferată a soțului ei de atunci, Sean Penn, reprezentând o viziune pură asupra dragostei. Albumul i-a fost tribut direct lui și "iubirii evidente" purtate lui, majoritatea cântecelor de pe album reflectând această idee. Fiecare piesă muzicală de pe True Blue a fost creată separat. "Papa Don't Preach" (ro. - "Tată, nu-mi fă morală"), care "deschide" album, a fost scrisă de Brian Elliot, care a descris-o ca fiind "o piesă de dragoste, poate privită puțin diferit". Aceasta a fost bazată pe o bârfă dintre niște fete, auzită de el în timp ce se afla în studio, studioul având o fereastră mare, ce era pe o parte oglindă, acolo oprindu-se multe fete de la North Hollywood High School, Los Angeles, pentru a-și aranja părul și pentru a vorbi. "Open Your Heart" (ro. - "Deschide-ți inima"), scrisă pentru Cyndi Lauper, a fost prima compoziție înregistrată pentru album, la începutul anului 1986. A treia piesă, "White Heat" (ro. - "Căldură albă"), i-a fost dedicată actorului James Cagney și numită după filmul din 1949 cu același nume, în care actorul a avut rolul principal. Două citate din producție au fost folosite pe parcursul melodiei. Al patrulea cântec, "Live to Tell" (ro. - "Trăiesc pentru a povesti") a fost inițial scris de Patrick Leonard pentru coloana sonoră a filmului romantic Fire with Fire'', dar după ce compania producătoare, Paramound Pictures, l-a refuzat, Leonard i l-a prezentat Madonnei. Aceasta a decis să-l folosească pentru Afacere de familie, noul film al soțului ei, Sean Penn. Madonna a înregistrat o variantă demo, iar când regizorul filmului, James Foley, a ascultat-o, l-a rugat pe Leonard să compună coloana muzicală a producției, precum sugerase Madonna.
True Blue a fost primul album al Madonnei care să conțină o tematică spaniolă, precum în "La Isla Bonita" (ro. - "Insula frumoasă"). Cântecul fusese scris pentru albumul Bad al lui Michael Jackson, dar acesta l-a refuzat. Madonna l-a acceptat și a rescris versurile cu Leonard, primind astfel credit ca și compozitor. Madonna a descris cântecul ca fiind tributul ei adus "frumuseții și misterului oamenilor latino-americani". Inițial ales ca prim single, "Love Makes the World Go Round" (ro. - "Iubirea face lumea să se învârtă") este ultimul cântec de pe album și a fost interpretat în timpul Live Aid, cu un an înainte, în luna iulie. Versurile sale aduc aminte de muzica anti-război din anii 1960.

## Coperta
Coperta albumului, realizată de fotograful Herb Ritts, a devenit una din cele mai recognoscibile imagini reprezentând-o pe muziciană. Culorile dominante utilizate sunt gri, alb și diferite nuanțe de albatru, pentru a întări titlul albumului. Fotografia o înfățișează pe Madonna, văzută de la gât în sus. Poziția ei este una elegantă, de asemenea, purtând un machiaj ușor, pal, cu buze roșii, gâtul fiind aplecat, într-o poziție grațioasă, comparabilă cu cea a unei lebede. Imaginea aceasta, folosită pe Long play-uri și CD-uri, este de fapt una tăiată dintr-o fotografia mai mare, ce prezintă și corpul muzicienei; această variantă a fost inclusă pe coperta casetelor și ca poster pentru primele printări ale LP-ului. Potrivit lui Lucy O'Brien, autoarea cărții Madonna: Like an Icon, coperta albumului era la același nivel cu concepția lui Andy Warhol legată de pop art. Aceasta a fost de părere că imaginea era o mixtură între inocență și idealism, incorporând și culoarea tipică Technicolor din anii 1950, caracteristic modelului prevalent lui Warhol în anii 1960. Jeri Heiden, creatoarea coperții albumului a comentat: "Era deja foarte conștientă de valoare imaginii ei și o controla. După ce am realizat fotografia, părea că plutește - hainele nu erau vizibile. Avea înfățișarea unei statui de marmură, asemănătoare unei zeițe." O'Brien a simțit că imaginea anunța venirea unei noi Madonne, inspirându-se din atracția persistentă a modelului ei celuloid, Marilyn Monroe. "Cu această fotografie, Madonna a făcut evidentă legătura dintre ea și Warhol, centrul dinamic dintre pop art și comerț. Sfârșitul anilor 1980 a marcat o nouă eră, a artistului pop ca marcă, iar Madonna a fost prima care a exploatat acest lucru."

## Structura muzicală și versurile
True Blue a reprezentat o schimbare pentru Madonna. Pe albumele anterioare, aceasta cântase cu o voce pițigăiată, însă pentru acest album, a decis să interpreteze cu o voce mai joasă. Compozițiile de pe album reflectă acest lucru, iar un număr de instrumente au fost folosite pentru a evidenția diferitele stări. În "Papa Don't Preach" sunt folosite chitare acustice, electrice și ritmice. Cântecul folosește o mostră din sonata pentru pian nr. 23 în fa minor, "Appassionata" de Ludwig van Beethoven. Pentru "Open Your Heart", o structură bazată pe percuții continue a fost folosită. "White Heat", un cântec pop/dance, conține citate și sunetul unei arme, folosite în filmul american cu același nume. Pe timpul refrenului, este folosit double tracking-ul, fiind utilizate voci de bărbați pe fundal. Pe parcursul baladei "Live to Tell" instrumentația de fundal este alcătuită dintr-un instrument muzical cu clape, un sintetizator, o chitară funk, și un amestec între tobe reale și create de sintetizator. "Where's the Party", un cântec tipic Madonnei, conține un aranjament muzical alcătuit din tobă mare, sintetizator și un ritm zornăitor, ceea ce conferă o senzație de remix.
Cântecul eponim are o instrumentație formată dintr-o chitară ritmică, un sintetizator, instrumente cu clape și tobe pentru linia basului, precum și o gradare a notelor muzicale folosite de obicei în doo wop. Tobe cubaneze, chitare spaniole, maraca și muzicuțe sunt folosite în "La Isla Bonita". În "Jimmy Jimmy" se simte influența muzicii pop a anilor 1960, versurile fiind un tribut adus unui star pop al acelei perioade, Jimmy Dean.
"Where's the Party" prezintă povestea unei fete care muncește greu toată ziua, dar care se bucură la fiecare sfârșit de săptămână, atunci când se află pe ringul de dans. În "Jimmy Jimmy", Madonna își prezintă admirația față de băiatul rău al cartierului. "La Isla Bonita" reprezintă dorința de evadare din viața normală, comună, către un loc exotic, iar în „Love Makes the World Go Round” sunt prezente versuri anti-război și anti-sărăcie; ambele compoziții folosesc tobe latino și au un ritm influențat de muzica samba. Versurile din „White Heat” sunt despre fermitate și severitate, fiind folosit și un citat de Clint Eastwood, "make my day". "Papa Don't Preach", înfățișează povestea unei tinere adolescente nemăritate care îi spune tatălui ei că e gravidă, și are de gând să păstreze copilul. "Live to Tell" are ca teme decepția și neîncrederea, dar și rănile copilăriei. Piesa eponimă este inspirată de formațiile pop de fete din anii 1950 - 1960, fiind folosit cuvântul arhaic "dear" (ro - "dragă"), iar versurile sunt romantice, fiind prezentate sentimentele de iubire ale Madonnei față de Sean Penn. Cântecul este structurat în forma "clasică" strofă - refren. Madonna și-a exprimat dorințele sexuale în versurile pentru "Open Your Heart", și a descris frumusețea unui paradis latino în "La Isla Bonita".

## Recepția

### Critică
True Blue a primit recenzii pozitive de la criticii muzicali, fiind în special apreciată vocea mai puternică a muzicienei. Jon Parales, într-o recenzie pentru The New York Times, a complimentat versurile care făceau referire către lumea reală, spunând o poveste, Madonna fiind astfel la "limita permisibilului". În recenzia pentru revista americană Rolling Stone, Davitt Sigerson a declarat că Madonna "cântă mai bine ca niciodată". Cântecele au fost descrise ca fiind "antrenante", dar criticul nu le-a considerat excepționale. Concluzia lui a fost că True Blue este un "album nou, viguros, solid și simpatic", ce-i "rămâne fidel trecutului" muzicienei, "ridicându-se fără rușine peste el". Stephen Thomas Erlewine, în recenzia pentru Allmusic, a declarat că acesta este albumul care a făcut-o pe Madonna un superstar. True Blue a fost numit "un album pop-dance grozav, un album ce demonstrează talentele adevărate ale Madonnei ca și compozitoare, producătoare, provocatoare, entertainer".
Sal Cinquemani de la Slant Magazine l-a numit "arhetipul suprem al muzicii pop de la sfârșitul anilor 1980 și începutul anilor 1990", deși a considerat că din cauza instrumentelor specifice anilor 1980 folosite, albumul sună acum învechit. Majoritatea compozițiilor au fost apreciate, în special "Live to Tell", descris ca fiind frapant și "Papa Don't Preach", cu care, potrivit lui Cinquemani, "Madonna a realizat tranziția de la «prostituată» pop la artist de consum, alăturându-li-se idolilor anilor '80 ca Michael Jackson și Prince." Michael Paoletta, critic al revistei Billboard, a scris în 2001, că, la aproape 20 de ani de la lansare, albumul încă este irezistibil. BBC, într-un articol care analiza cariera Madonnei, a numit albumul ca fiind cel care a cimentat reputația muzicienei de "Prima Doamnă a Popului". Au fost de asemenea apreciate cântecele "Papa Don't Preach" și "Live to Tell". Jim Farber (Entertainment Weekly) a scris că "al treilea proiect al Madonnei adaugă paletei sale pop, origini spaniole («La Isla Bonita») și ne «freacă la psihic» cu aparentul cântec anti-avort «Papa Don't Preach». De asemenea notabil pentru «Live to Tell», cea mai bună baladă a ei." Robert Christgau nu a fost încântat însă, spunând că "În vremuri de auto-decepție, nu avem nevoie de vorbe nesincere". Robert Hilburn de la Los Angeles Times a declarat că "True Blue nu reprezintă o muzică revoluționară, dar este pop imaginativ, plin de energie, care recunoaște limitările și plăcerile programului Top 40." Erica Wexler de la Spin a scris că "True Blue este ritualul Madonnei de a trece de la adolescența pop către o lume adultă mai dură. Cu toate intrigile ei și melodiile încântătoare pe care nu mi le pot exorciza din cap, mistica ei încă este explicată prin tânărul mușchelos care mi-a spus: «Îmi place să ridic greutăți cu Madonna»".

### Comercială
True Blue a atins locul fruntaș al clasamentelor din 28 de state, lucru consemnat de Cartea Recordurilor ca fiind fără precedent la acea vreme. A devenit cel mai bine vândut material discografic al anului 1986, iar până în 1991, fusese deja distribuit în peste 17 milioane de exemplare. În prezent este unul din cele mai bine vândute albume din istorie, fiind distribuit în mai mult de 24 milioane de exemplare în toată lumea.
În Statele Unite, True Blue a debutat pe locul 28 în Billboard 200 la momentul lansării și a atins locul 1 pe 16 august 1986, rămânând acolo timp de șase ediții; în total, materialul a petrecut 82 de săptămâni în clasament. De asemenea, a atins locul 47 în Top R&B/Hip-Hop Albums. Pe 9 februarie 1995 True Blue a primit de șapte ori discul de platină din partea Recording Industry Association of America (RIAA) pentru vânzări de peste șapte milioane. Astfel, albumul a devenit al treilea cel mai bine vândut material discografic al muzicienei în Statele Unite, după Like a Virgin (1984) și The Immaculate Collection (1990). După impunerea programului Nielsen SoundScan în 1991, albumul a vândut încă 404.000 de exemplare. În Canada, albumul a debutat pe locul 73 pe 5 iulie 1986. A urcat repede în clasament, atingând prima poziție pe data de 9 august, unde s-a menținut timp de nouă ediții. În total, True Blue a petrecut 77 de săptămâni în ierarhie. Pe 11 iunie 1986 a primit discul de diamant din partea Canadian Recording Industry Association (CRIA) pentru un milion de exemplare distribuite pe teritoriul Canadei.
În Regatul Unit, True Blue a debutat pe prima treaptă a UK Albums Chart, Madonna fiind primul muzician american care a reușit acest lucru. A petrecut 85 de ediții în clasament, și a devenit cel mai bine vândut album al anului în 1986. Materialul discografic a fost certificat cu șapte discuri de platină de către British Phonographic Industry (BPI) pe 1 martie 1992 pentru cele 2.100.000 exemplare distribuite. În total, albumul a fost vândut în 1.961.164 de copii, fiind al 64-lea cel mai bine vândut material discografic din toate timpurile în Regatul Unit.

## Discuri single
"Live to Tell" a fost lansat ca single în luna martie a anului 1986. Aceasta era a doua baladă a Madonnei lansată ca single internațional, după "Crazy for You", și a fost folosită ca temă muzicală pentru filmul Afaceri de familie, în care juca soțul ei de atunci, Sean Penn. Cântecul a fost primit cu recenzii calde din partea criticilor, majoritatea descriindu-l ca fiind "cea mai bună baladă a ei de până acum", precum și o "baladă nemaipomenită ce rescrie regulile tranziției către adult contemporary". "Live to Tell" a devenit al trilea ei șlagăr ocupant al primului loc în Billboard Hot 100 și al patrulea hit al ei, folosit într-un film (după "Crazy for You", "Gambler" și "Into the Groove"). A devenit de asemenea un succes internațional, ocupând poziții de top 10 în Australia, Canada, Elveția, Italia, Olanda și Regatul Unit. "Papa Don't Preach" a fost al doilea single, lansat în iunie 1986. A fost apreciat de critica de specialitate, care l-a descris ca cel mai remarcabil cântec de pe album , fiind considerat piesa care a alăturat-o pe Madonna emblemelor anilor 1980, precum Michael Jackson și Prince. Madonna a ocupat prima poziția a clasamentului Billboard Hot 100 cu această înregistrare, devenind al patrulea ei hit american. "Papa Don't Preach" a fost de asemenea un succes internațional, atingând locul 1 în Australia, Canada, Irlanda, Italia, Norvegia, Olanda și Regatul Unit.
"True Blue" a fost extras pe single în septembrie 1986. Un cântec dance-pop inspirat de formațiile muzicale de fete ale anilor 1950 - 1960, a fost în general primit cu recenzii mixte, fiind considerat un cântec "ușurel", deși unii l-au descris ca fiind "castrat și fără exuberanță", în comparație cu restul materialului prezent pe album, și că e "doar un cântec drăguț, ce nu merită să fie cel care dă titlul albumului". "True Blue" a devenit al nouălea hit consecutiv de top 5 al Madonnei în Statele Unite, unde a atins locul trei. S-a clasat pe prima poziție în Canada, Irlanda și Regatul Unit. "Open Your Heart" a fost al treilea extras pe single de pe album, fiind lansat în luna noiembrie. Recenziile au fost pozitive, fiind comparat cu cântecele de dragoste post-Motown, și "perfect pentru a te da mare pe ringul de dans". Compoziția a devenit al cinilea hit al Madonnei ce ocupă primul loc în ierarhia Billboard Hot 100, însă a avut un succes internațional limitat, fiind singurul disc single de pe True Blue ce nu a ocupat locul 1 în Eurochart Hot 100, deși s-a clasat în top 10 în câteva țări europene, precum Belgia, Irlanda, Italia, Olanda și Regatul Unit. "La Isla Bonita" a fost al cincilea și ultimul extras pe single de pe album. A fost lansat în luna februarie a anului 1987. Cântecul o înfățișează pe Madonna ca un turist pe o insulă exotică, numită San Pedro. Cântecul a fost primit cu recenzii pozitive din partea criticilor, care l-au numit ca unul din cele mai bune, influente și nemuritoare piese ale ei, fiind considerat și ca cel mai bun cântec de pe album de unii specialiști. "La Isla Bonita" a devenit un șlagăr imens, clasându-se pe locul 1 în Austria, Canada, Elveția, Franța, Germania și Regatul Unit. Avea să rămână ultimul ei hit ce obține poziția maximă în Franța până la lansarea discului single "Don't Cry for Me Argentina" (1996), iar în Austria și Germania, Madonna nu avea să mai ocupe poziția fruntașă până în anul 2000, odată cu piesa "American Pie". A atins locul 4 în Billboard Hot 100.

## Interpretări live

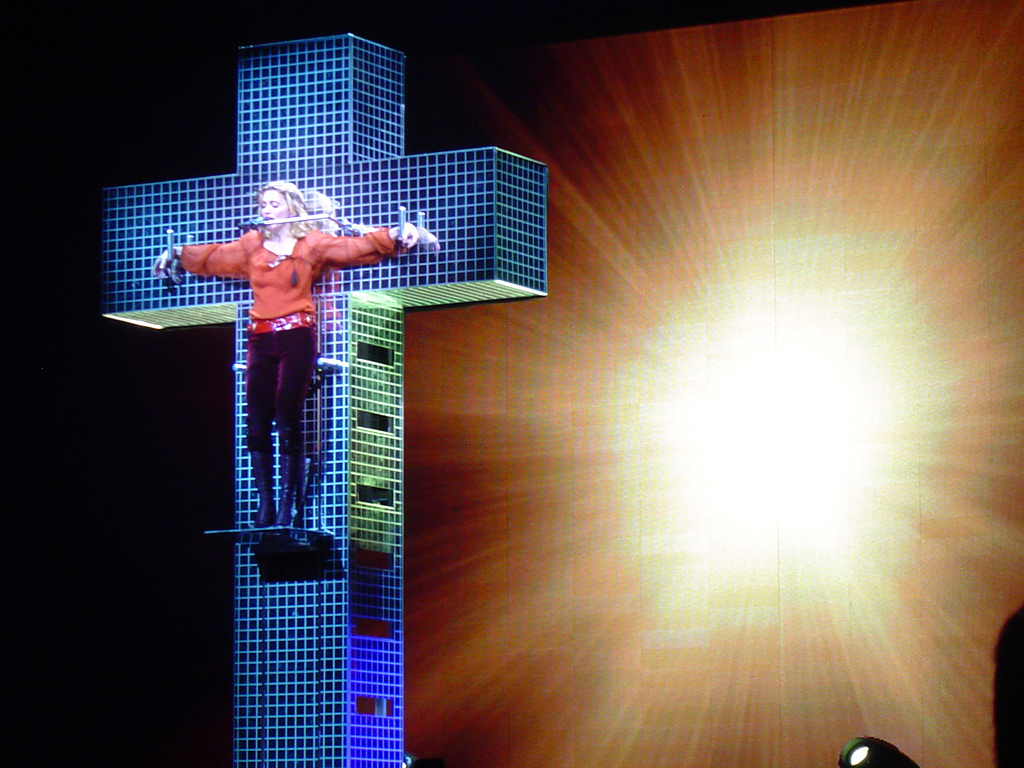
Cunoscută pentru controversele iscate anterior folosindu-se de religie, momentul interpretării șlagărului "Live to Tell" în turneul Confessions din 2006, a fost considerat ca fiind un atac asupra religiei creștine, deși muziciana a oferit o altă interpretare.

În primul ei turneu mondial, Who's That Girl Tour (1987), Madonna a interpretat toate piesele de pe album cu excepția lui "Jimmy Jimmy", singura de pe acest material care nu a fost niciodată cântată live și "Love Makes the World Go Round", ce a fost inclusă în lista celor interpretate în cadrul concertului Live Aid. Turneul incorpora teme religioase sau sociale, referințe la sex și proiecții video. Pentru acesta, Madonna a colaborat cu designerul Marlene Stewart, aducând la viață imagistica cântecelor și a videoclipurilor pe scenă. "White Heat" a fost interpretat evocând lumea gangsterilor, iar "True Blue" moda anilor 1950. "Live to Tell" a fost mereu cântat având simboluri religioase pe fundal. Decorul interpretării piesei în turneul Blond Ambition (1990) era similar unei biserici catolice, având o bancă de confesionar, coloane romane și o platformă cu lumânări votive. Un decor cu unele elemente asemănătoare a fost folosit și pentru turneul Confessions (2006), unde Madonna a cântat piesa răstignită pe o cruce mare, din oglinzi. Momentul a provocat polemici aprinse cu Biserica Ortodoxă Rusă și Vaticanul, fiind considerat un act de ostilitate. Madonna a ripostat, declarând că "Interpretarea mea nu e anticreștină, profanatoare ori blasfemiatoare. În schimb, e pledoaria mea către public pentru a încuraja omenirea a se ajuta și să vedem lumea ca un întreg unificat. În inima mea, cred că dacă Iisus ar fi în viață astăzi, ar face același lucru."
Interpretările șlagărelor "Papa Don't Preach" și "Open Your Heart" au provocat de asemenea consternarea grupurilor religioase. Madonna a dedicat "Papa Don't Preach" Papei în timpul turneului Who's That Girl cuvintele "Safe Sex" (ro. - "Sex protejat") apărând pe ecranul mare din spate. În turneul Re-Invention a purtat tricouri cu diverse sloganuri, precum "Kabbalists do it Better" (ro - "Cabaliștii o fac mai bine"), "Brits do it Better" (ro - "Britanicii o fac mai bine") sau "Irish do it Better" (ro - "Irlandezii o fac mai bine"), amintind de tricoul pe care l-a purtat în videoclipul pentru "Papa Don't Preach", pe care scria "Italians do it Better" (ro. - "Italienii o fac mai bine"). În timpul interpretării "Open Your Heart" din turneul Blond Ambition, muziciana a purtat faimosul corset cu conuri.
Cel mai interpretat cântec de pe album este "La Isla Bonita", fiind inclus în cinci turnee mondiale, precum și în timpul concertului Live Earth din 2007. "La Isla Bonita" și "Holiday" au fost singurele piese lansate în anii 1980 care au fost incluse de muziciană în turneul Drowned World (2001). Diferite variante au fost interpretate de-a lungulul timpului, toate menținând însă influența latino a compoziției originale. Pentru Live Earth și turneul Sticky & Sweet o formație de muzică țigănească și folk au fost folosite pentru crearea instrumentalului, încorporând cântece specifice, precum "Doli Doli" și "Lela Pala Tute"  iar pentru turneul Confessions, un remix dance/tribal a fost inclus.

## Influența
Lansarea albumului True Blue a adăugat-o pe Madonna listei muzicienelor care au dominat clasamente Billboard din acea perioadă, precum Whitney Houston, Sade, Janet Jackson, Cyndi Lauper și Barbra Streisand. Pe lângă dorința de a lucra cu multipli colaboratori, spre deosebire de bărbații muzicieni, care preferau autonomie, Karin Berg, șef al Coastei de Est pentru Warner Bros. Records, declara: "e posibil să vorbim aici, despre un nou gen de femei, care își domină cariera, femei - Streisand și Madonna, în special - care știu exact ce vor și se pricep mai bine să se impună, decât unele artiste din trecut". True Blue a influențat de asemenea numărul standard de extrase pe single de pe un album. Paul Grein de la Billboard comenta: "acum 10 sau 20 de ani, ai fi avut maxim două discuri single de pe un album. Acum suntem într-o eră în care Madonna e la a cincea lansare de pe True Blue, iar Janet Jackson la a șasea de pe Control."

### Reacția către "Papa Don't Preach"
Al doilea extras pe single de pe album a provocat polemici aprinse din cauza versurilor și a mesajului transmis prin acestea: o adolescentă îi mărturisește tatălui ei că e gravidă și că are de gând să păstreze copilul, în loc să facă avort. Alfred Moran, director executiv a asociației nonguvernamentale Planned Parenthood, afiliată a Federației Internaționale a Planificării Familiale a criticat piesa, temându-se că subminează eforturile de a promova contracepția în rândurile adolescenților și că promovează sarcina adolescentină. Susan Carpenter-McMillan, președinta fundației nonguvernamentale, profeministe Feminists for Life, a conceput tema cântecului ca fiind pro-viață, declarând: "avortul este disponibil la orice colț de stradă pentru femeile tinere. Acum, ce Madonna le spune, este, hei, există o alternativă." Într-un interviu oferit ziarului New York Times, Madonna a declarat:

"Papa Don't Preach" este un cântec cu mesaj pe care toată lumea îl va interpreta greșit. Imediat vor spune că sfătuiesc fiecare tânără să se ducă să rămână gravidă. Când am auzit prima dată cântecul, am crezut că-i prostuț. Dar apoi m-am gândit, stai puțin, piesa este de fapt despre o fată care ia o decizie în viața ei. Are o relație foarte apropiată cu tatăl ei și vrea să o păstreze așa. Pentru mine, e o celebrare a vieții. Spune «Te iubesc tată și îi iubesc pe acest bărbat și acest copil ce crește în mine.» Desigur, cine știe cum se va termina? Dar cel puțin începe pozitiv."

### Videoclipurile
În cartea sa, Censoring sex, John E. Semonche, a explicat că prin intermediul albumelor True Blue și Like a Prayer, Madonna a împins limita a ceea ce putea fi arătat la televiziune, lucru ce a determinat o creștere a ei în popularitate. Madonna a încercat să experimenteze cu diferite forme și stiluri, construind în proces o nouă imagine și identitate. S-a folosit de variate strategii estetice pentru a ilustra cântecele, atât narativ, cât și a deconstrui înțelesul adevărat al acestora. Cu videoclipurile de pe acest album, Madonna și-a schimbat imaginea de "jucărie de băieți" creată cu precedentele videoclipuri, filme și apariții din concerte, cu una sofisticată de tânără femeie serioasă. Muziciana și-a moderat imaginea cu videoclipul pentru "Live to Tell", fiind prezentată cu păr blond auriu până la umeri, purtând o rochie florală simplă, inspirată de anii 1930. Cântăreața avea să adopte schimbări constante cu fiecare videoclip nou, lucru evidențiat odată cu apariția următorului ei videoclip, "Papa Don't Preach", unde a jucat rolul unei adolescente gravide; aici, muziciana a avut de asemenea păr blond, dar de această dată scurt.
În videoclipul pentru "Open Your Heart", Madonna a schimbat conceptele de priviri insistente ale bărbaților asupra femeilor și voyerismului. Muziciana a jucat aici rolul unei stripperițe, care fuge la sfârșit cu un băiat minor de la clubul de striptease. Scriitoare feministă Susan Bordo a criticat videoclipul, declarând că bărbații jalnici care privesc cu jind și fuga Madonnei cu un băiat este doar "un mod cinic și mecanic de a continua moda pornografiei" în videoclipuri. MTV a avut de asemenea rezervări în privința difuzării videoclipului, problema fiind rezolvată după o întâlnire cu oficialii de la Warner Bros. Records. Autorul Donn Welteon a subliniat însă că obișnuita relație dintre "privirea voyeuristică a bărbaților și obiect" este destabilizată de prezentarea jalnică și obsedată a clienților.
Videoclipul original pentru cel de-al treilea single, "True Blue" a prezentat-o pe Madonna cu o nouă coafură, păr blond platinat ridicat. În Statele Unite, Madonna și Sire Records au decis să apeleze la o altfel de metodă de promovare, implicându-i pe telespectatorii MTV, care puteau să-și creeze propriul videoclip pentru piesă. Concursul a fost lansat sub numele "Madonna's 'Make My Video' Contest" (ro. - "Concursul Madonnei "Fă-mi videoclipul"), fiind înscriși mii de participanți. Imaginea latino promovată de Madonna în videoclipul pentru "La Isla Bonita" a devenit popular, apărând în moda anilor respectivi sub formă de bolerouri și fuste cu volane, accesorizate cu rozarii și crucifixe, precum în filmul de prezentare.
Ca recunoaștere a impactului asupra videoclipurilor realizat de Madonna, aceasta a fost laureată a premiului MTV Video Vanguard Award în 1986, devenind prima muziciană care primește această distinție.

### Premii și recunoașteri
| Anul | Ceremonia              | Premiul                                                             | Rezultatul  |
| ---- | ---------------------- | ------------------------------------------------------------------- | ----------- |
| 1987 | American Music Awards  | Cântecul pop/rock favorit ("Live to Tell")                          | Nominalizat |
| 1987 | Grammy Awards          | Cea mai bună interpretare feminină pop vocală ("Papa Don't Preach") | Nominalizat |
| 1987 | Japan Gold Disc Award  | Artistul anului                                                     | Câștigat    |
| 1987 | Japan Gold Disc Award  | Album "grant prix" al anului                                        | Câștigat    |
| 1987 | Japan Gold Disc Award  | Cel mai bun album al anului                                         | Nominalizat |
| 1987 | MTV Video Music Awards | Cel mai bun videoclip al unei artiste ("Papa Don't Preach")         | Câștigat    |
| 1987 | MTV Video Music Awards | Cel mai bun videoclip al unei artiste ("Open Your Heart")           | Nominalizat |
| 1987 | MTV Video Music Awards | Cea mai bună reprezentare per total ("Papa Don't Preach")           | Nominalizat |
| 1987 | MTV Video Music Awards | Cea mai bună coregrafie ("Open Your Heart")                         | Nominalizat |
| 1987 | MTV Video Music Awards | Cea mai bună regie artistică ("Open Your Heart")                    | Nominalizat |
| 1987 | MTV Video Music Awards | Cea mai bună cinematografie ("Papa Don't Preach")                   | Nominalizat |
| 2005 | DigitalDreamDoor.com   | Greatest 'Female Artists' Albums                                    | Locul 99    |
| 2008 | DigitalDreamDoor.com   | 100 Greatest Rock Albums Of The '80s                                | Locul 67    |
| 2008 | DigitalDreamDoor.com   | 100 Greatest Rock Songwriters - „Papa Don't Preach”                 | Locul 117   |
| 2009 | DigitalDreamDoor.com   | Top 5 Albums by Popular Rock Artists - Madonna                      | Locul 3     |

## Lista pieselor
| #  | Titlu | Durată |
| -- | --- | ------ |
| 1. | "Papa Don't Preach" Compozitor(i): Brian Elliot, versuri suplimentare de Madonna Producător(i):Madonna și Stephen Bray             | 4:27   |
| 2. | "Open Your Heart" Compozitor(i): Madonna, Gardner Cole, Peter Rafelson Producător(i): Madonna și Patrick Leonard                   | 4:12   |
| 3. | "White Heat" Compozitor(i): Madonna, Patrick Leonard Producător(i): Madonna și Patrick Leonard                                     | 4:25   |
| 4. | "Live to Tell" Compozitor(i): Madonna, Patrick Leonard Producător(i): Madonna și Patrick Leonard                                   | 5:45   |
| 5. | "Where's the Party" Compozitor(i): Madonna, Stephen Bray, Patrick Leonard Producător(i): Madonna, Stephen Bray, și Patrick Leonard | 4:20   |
| 6. | "True Blue" Compozitor(i): Madonna, Stephen Bray Producător(i): Madonna și Stephen Bray                                            | 4:16   |
| 7. | "La Isla Bonita" Compozitor(i): Madonna, Patrick Leonard, Bruce Gaitsch Producător(i): Madonna și Patrick Leonard                  | 4:01   |
| 8. | "Jimmy Jimmy" Compozitor(i): Madonna, Stephen Bray Producător(i): Madonna și Stephen Bray                                          | 3:54   |
| 9. | "Love Makes the World Go Round" Compozitor(i): Madonna, Patrick Leonard Producător(i): Madonna și Patrick Leonard                  | 4:27   |

### Versiunea 2001
În 2001, Warner Bros. Records a șters varianta originală a albumului din catalog, lansând o ediție remasterizată a materialului discografic, după ce anterior relansaseră versiuni remasterizate ale albumelor Madonna (1983) și Like a Virgin (1984). Piesele incluse pe această variantă au o durată de câteva secunde mai lungă, cu excepția "Where's the Party", care are aceeași durată și "Papa Don't Preach", care este cu mai mult de un minut mai lungă. Au fost de asemenea incluse ca bonus și două remixuri, pentru "True Blue" și "La Isla Bonita". Momentan este ultimul album al muzicienei relansat remasterizat.
| #   | Titlu | Durată |
| --- | --- | ------ |
| 1.  | "Papa Don't Preach" Compozitor(i): Brian Elliot, versuri suplimentare de Madonna Producător(i):Madonna și Stephen Bray             | 5:45   |
| 2.  | "Open Your Heart" Compozitor(i): Madonna, Gardner Cole, Peter Rafelson Producător(i): Madonna și Patrick Leonard                   | 4:13   |
| 3.  | "White Heat" Compozitor(i): Madonna, Patrick Leonard Producător(i): Madonna și Patrick Leonard                                     | 4:36   |
| 4.  | "Live to Tell" Compozitor(i): Madonna, Patrick Leonard Producător(i): Madonna și Patrick Leonard                                   | 5:53   |
| 5.  | "Where's the Party" Compozitor(i): Madonna, Stephen Bray, Patrick Leonard Producător(i): Madonna, Stephen Bray, și Patrick Leonard | 4:20   |
| 6.  | "True Blue" Compozitor(i): Madonna, Stephen Bray Producător(i): Madonna și Stephen Bray                                            | 4:18   |
| 7.  | "La Isla Bonita" Compozitor(i): Madonna, Patrick Leonard, Bruce Gaitsch Producător(i): Madonna și Patrick Leonard                  | 4:02   |
| 8.  | "Jimmy Jimmy" Compozitor(i): Madonna, Stephen Bray Producător(i): Madonna și Stephen Bray                                          | 3:56   |
| 10. | "True Blue" (The Color Mix) Compozitor(i): Madonna, Patrick Leonard Producător(i): Madonna și Patrick Leonard                      | 6:40   |
| 11. | "La Isla Bonita" (Extended Remix) Compozitor(i): Madonna, Stephen Bray Producător(i): Madonna și Stephen Bray                      | 5:26   |

## Personal
| Personal - Madonna – voce principală, voce secundară - Dave Boroff – saxofon - Stephen Bray – tobe, clape - Keithen Carter – voce de fundal - Paulinho da Costa – percuție - Bruce Gaitsch – chitară, chitară electrică, chitară ritmică - Siedah Garrett – voce de fundal - Dann Huff – chitară - Jackie Jackson – voce de fundal - Paul Jackson Jr. – chitară - Edie Lehmann – voce de fundal - Patrick Leonard – tobe, clape - Richard Marx – voce de fundal - Bill Meyers – corzi - Jonathan Moffett – percuție, tobe, voce de fundal - John Putnam – chitară, chitară acustică, chitară electrică - David Williams – chitară, chitară ritmică, voce de fundal - Fred Zarr – clape | Producție - Producători: Stephen Bray, Patrick Leonard, Madonna - Ingineri: Michael Hutchinson, Michael Verdick - Mixaj: Dan Nebenzal, Michael Verdick - Asistent mixaj: Dan Nebenzal - Programare tobe: Stephen Bray, Patrick Leonard - Aranjament corzi: Billy Meyers Design - Regie artistică: Jeffrey Kent Ayeroff, Jeri McManus - Design: Jeri McManus - Fotografie: Herb Ritts |

Sursă:

## Clasamente și certificate
| Clasament                | Poziția maximă |
| ------------------------ | -------------- |
| Australian Albums Chart  | 1              |
| Austrian Albums Chart    | 2              |
| Canadian Albums Chart    | 1              |
| Danish Albums Chart      | 29             |
| Dutch Albums Chart       | 1              |
| French Albums Chart      | 1              |
| German Albums Chart      | 1              |
| Italian Albums Chart     | 1              |
| Japanese Albums Chart    | 2              |
| New Zealand Albums Chart | 1              |
| Norwegian Albums Chart   | 2              |
| Spanish Albums Chart     | 1              |
| Swedish Albums Chart     | 2              |
| Swiss Albums Chart       | 1              |
| UK Albums Chart          | 1              |
| US Billboard 200         | 1              |

| Țara          | Certificat |
| ------------- | ---------- |
| Argentina     | 4× Platină |
| Australia     | 4× Platină |
| Brazilia      | Aur        |
| Canada        | Diamant    |
| Finlanda      | Platină    |
| Franța        | Diamant    |
| Germania      | 2× Platină |
| Olanda        | 7× Platină |
| Noua Zeelandă | 5× Platină |
| Regatul Unit  | 7× Platină |
| Spania        | 3× Platină |
| Statele Unite | 7× Platină |